# پری دندان

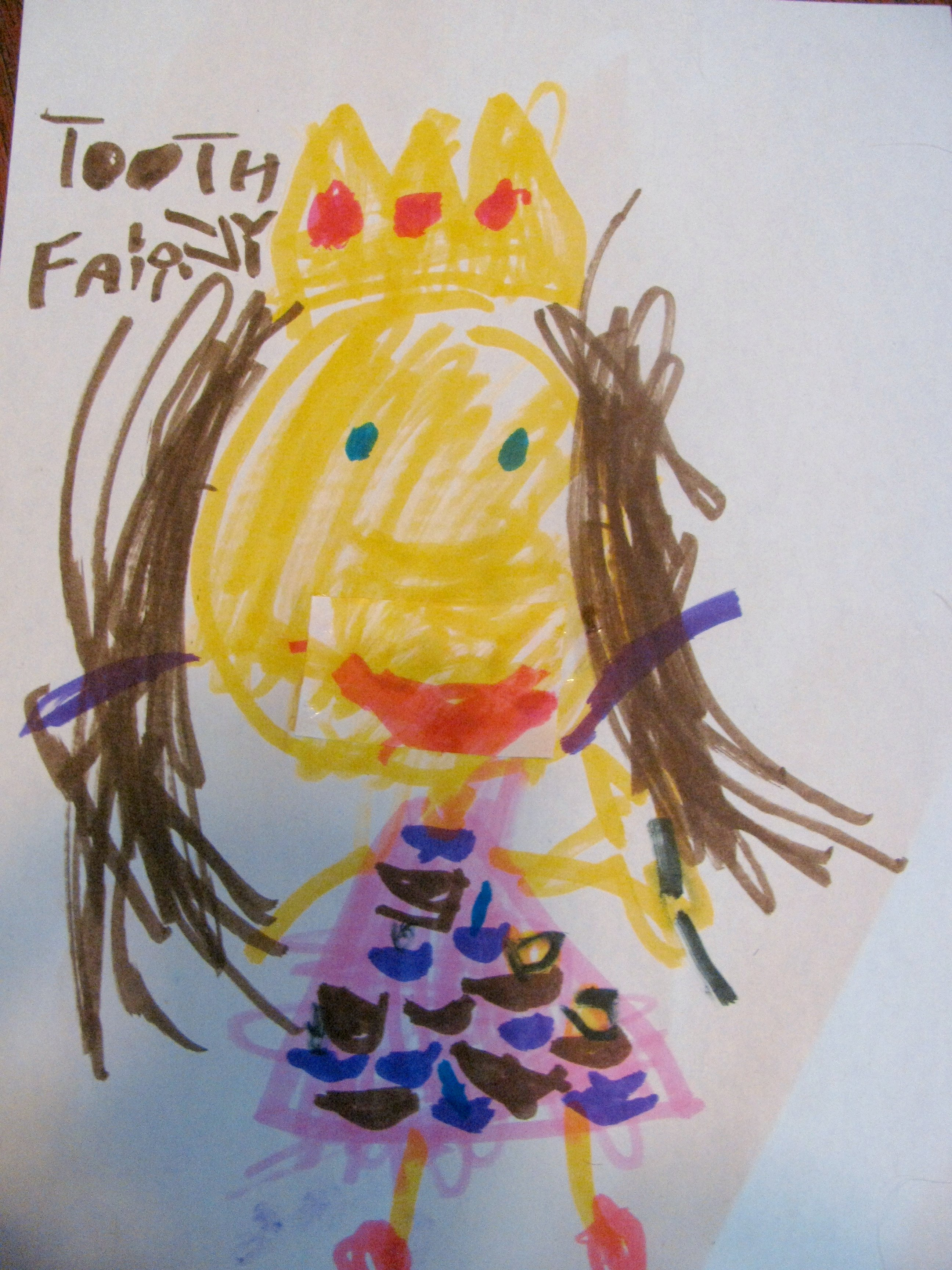
نقاشی کودکان از پری دندان

پری دندان بنا بر افسانه‌های کودکان است که اگر هر بچه‌ای دندان های شیری افتادهٔ خود را درخواب زیر بالش اش بگذارد. پری دندان نیمه‌های شب از راه خواهد رسید و یک هدیهٔ کوچک (معمولاً پول ویا شکلات یا اسباب بازی‌های کوچک) در زیر بالش خواهد گذاشت.

## تاریخچه
پری دندان از یک افسانهٔ فرانسوی قرن هجدهم به وجود آمد که در آن افسانه یک موش خودش را به صورت یک پری در می‌آورد تا به یک ملکه خوب کمک کند تا پادشاهی بدجنس را شکست دهد.
موش یا همان پری زیر بالش پادشاه پنهان می‌شود و او را اذیت می‌کند تمام دندان‌هایش را به زور از جا در می‌آورد.